# Frauenöder Filz
Das Naturschutzgebiet Frauenöder Filz liegt im gemeindefreien Gebiet Rotter Forst-Nord des oberbayerischen Landkreises Rosenheim.
Das 12,6 ha große Gebiet mit der Nr. NSG-00031.01, das im Jahr 1993 unter Naturschutz gestellt wurde, erstreckt sich südwestlich von Frauenöd, einem Ortsteil der Gemeinde Rott am Inn. Nördlich verläuft die RO 45 und östlich die B 15.
Das Moor wird im Norden über den Rabenbach und im Süden über den Huberbach zur bei Rott am Inn in den Inn mündenden Rott entwässert.